# Rogelio Guerra
Hildegardo Francisco Guerra Martínez, mais conhecido como Rogelio Guerra (Aguascalientes, 8 de outubro de 1936 — Cidade do México, 28 de fevereiro de 2018), foi um ator mexicano de televisão, cinema e dublador.

## Biografia
Rogelio iniciou sua carreira durante a década de 1960, no cinema, foi o o herói do chamado Enchilada Western, que quer dizer filmes ambientados na estética e temática do Oeste Americano o western, mas com atores mexicanos e americanos, Rogelio aproveitou os estudos e cenários dos filmes estadunidenses filmados no México.
Seus personagens de galã nas telenovelas provocaram nas décadas de 70 e 80 tumultos fora das locações de filmagem. Mostra disso foi a telenovela Los ricos también lloran de 1979, onde ela atuou com a atriz Verónica Castro obtendo êxito internacional.
Ele é considerado um excelente ator, que já participou em comedias no teatro, assim como no cinema dos Estados Unidos e na televisão. No cinema já atuou com figuras notáveis tais como: Cantinflas e Luis Felipe Tovar. Em 1986 Rogelio Guerra participou de um episódio de Chespirito, no quadro do Chaves, repetindo o famoso episódio de Hector Bonilla.
Se dedicou a atuação em cursos de verão para crianças e jovens atores. No ano de 2008, Rogelio reaparece na televisão firmando retorno a sua atinga casa em contrato com a Televisa, para a telenovela Mañana es para siempre do produtor Nicandro Díaz González. Isso marca o regresso do ator as telenovelas após o fracasso de "Golpe Bajo" telenovela da de TV Azteca,  protagonizada por Lucía Méndez e Javier Gómez onde Rogelio Guerra tinha o papel antagônico.
Tem dois filhos: Carlo e Aldo; e duas filhas: Hildegard e Phaedra.
Rogelio trabalhou também com dublagem de filmes entre os quais se destacam suas interpretações de Perry White em Superman Returns e o Rei Théoden em O Senhor dos Anéis: As Duas Torres e O Senhor dos Anéis: O Retorno do Rei. Ele foi convidado na Venezuela para dublar Bob Esponja nas (temporadas 1-5) e no filme.
Em agosto de 2009, Rogelio se muda para Argentina, onde atua em mais um projeto internacional da Televisa, a telenovela Los Exitosos Pérez.
Faleceu em 28 de fevereiro de 2018, aos 81 anos.

## Telenovelas
- O Que A Vida Me Roubou (2013-2014) .... Almirante Lauro Mendoza
- Qué bonito amor (2013) .... Carl Summers
- Amor Bravío (2012)... Daniel Monterde
- Dos Hogares (2011-2012)... Don Julio Valtierra
- Rafaela (2011)... Rafael de la Vega
- Los Exitosos Pérez (2009-2010)... Franco Arana
- Mañana es para siempre (2008-2009)... Gonzalo Elizalde / Artemio Bravo
- Golpe bajo (2000) .... Leonardo Prado
- Azul tequila (1998) .... Adolfo Berriozabal
- Traição (1996) .... Comandante Fernando Gómez Miranda "El Águila Real"
- Maria José (1995) .... Raul
- Parentes Pobres (1993)... Ramiro Santos
- Anjos Brancos (1990-1991) .... Jorge
- Los años perdidos (1988)
- Chespirito (1986) .... Como ele mesmo
- Vivir un poco (1985) .... Gregorio Merisa Obregón
- Principessa (1984) .... Santiago
- Amália Batista (1983) .... Jose Roberto
- Vanessa (1982-1983) .... Pierre
- Chispita (1982) .... Esteban
- Os Ricos Também Choram (1979-1980) .... Luis Alberto Salvatierra
- Doménica Montero (1978) .... Jose Maria Robles
- A Vingança (1977) .... Sultán de Oman
- Los bandidos del río Frío (1976) .... Juan Robreño
- O Imperdoável(1975) .... Alvaro
- Ha llegado una intrusa (1974) .... Gabino
- Engáñame (1967) Telenovela
- La casa de las fieras (1967) .... Lorenzo
- El derecho de nacer (1966)
- Amor y orgullo (1966)
- Cumbres borrascosas (1964)

## Filmes
- Zapata (2004)
- Barrio bravo de Tepito (2001)
- La fuga del Chapo (2001)
- El Paje (1999
- Fuera de la ley  (1998)
- Yo, tú, el, y el otro (1992)
- Una Leyenda de amor (1978)
- El ángel del silencio (1977)
- Tres mujeres en la hoguera (1977)
- La Vida difícil de una mujer fácil (1977)
- El Hombre del puente (1975)
- El Niño y la estrella (1975)
- Traigo la sangre caliente (1975)
- Viaje por una larga noche (1975)
- Las Momias de San Ángel (1975)
- Pistoleros de la muerte (1974)
- Tierra de violência (1974)
- Historias de amor y aventuras (1974)
- Paso de Aguilas (1974)
- Peor que las fieras (1974)
- La Corona de un campeon (1974)
- Leyendas macabras de la colonia (1973)
- Las víboras cambian de piel (1973)
- Los Doce malditos (1972)
- Entre monjas anda el diablo (1972) .... Carlos Romero
- Los Leones del ring contra la Cosa Nostra (1972)
- Los Leones del ring (1972)
- Una Rosa sobre el ring (1972)
- El Señor de Osanto (1972)
- La Tigresa (1972)
- La Martina (1972)
- El Amor de María Isabel (1971)
- Duelo al atardecer (1971)
- Un Pirata de doce años (1971)
- El Sabor de la venganza (1971)
- Chico Ramos (1970)
- Minifaldas con espuelas (1970)
- Cruz de amor  (1970)
- La Casa del farol rojo (1969)
- Quinto patio (1969)
- Un Angel en el fango (1969)
- El Cinico (1968)
- Valentin Armienta el vengador (1968)
- Las Sicodélicas (1968)
- Popa en New York (1968)
- Ice cube (1968)
- La Endemoniada (1967)
- Veinticuatro horas de vida (1967)
- Bajo el império del hampa (1967)
- Las Pecadoras (1967)
- Acapulco a go-go (1966)
- La Planeta de las mujeres invasoras (1966) .... Boxer
- El Secreto del texano (1966)
- Cuernavaca en primavera (1966)
- Gigantes planetarios (1965)  .... The Boxer
- Vuelve el Texano (1965)
- Dengue del amor (1965)
- Rancho Solo (1965)
- Báñame, mi amor (1965)
- Morelos, Siervo de la Nación (1965)
- El pícaro (1964)
- El Padrecito (1964)
- Amor y sexo  (1964)  .... Interno
- Billy, the kid (1963)
- Hijas del Zorro, Las (1963)
- Las Vengadoras enmascaradas (1963)
- El Espadachín (1963)